# 洛齊基涅
47°31′34″N 32°45′1″E / 47.52611°N 32.75028°E
洛齊基涅（烏克蘭語：Лоцкине），是烏克蘭南部的村莊，隸屬尼古拉耶夫州的巴什坦卡區。該村面積0.81平方公里，海拔高度90米，2001年人口104，人口密度每平方公里128.4人。